# 天文計年
天文計年是基於公元紀年法設立的紀年法，與之不同的是有0年的存在，並在0年以前的年份加負號，以後加上正號，因此更遵守十進位制。天文計年法省略了公元紀年法使用的前綴AD和後綴CE、BC或BCE（Common Era、Before Christ或Before Common Era）。依照天文計年法，公元n年可簡單寫成n或+n，公元前1年（或1 BC/BCE）是天文計年的0年，公元前2年（或2 BC/BCE）是−1年，依此類推公元前n年（或n BC/BCE）是−(n − 1)年。天文學家在1582年之前使用儒略曆，1582年之後使用格里曆。許多學者如：雅克·卡西尼（1740年）、西蒙·紐康（1898）和Fred Espenak（2007）等皆使用過。天文計年使用在天文學故此命名。除了歷史學以外，樹輪年代學、考古學和地質學等少數學科則使用距今幾年來描述時間。雖然天文紀年與公元紀年在公元前僅相差一年，但在歷史文獻中提及日食或合等天文事件時，這一年的差別就會變得重要。

## 0年的使用
克普勒在他的魯道夫星曆表裡使用了0年的雛形，在描述太陽、月亮、土星、木星、火星、金星和水星的平均運動表裡，他將Christi（基督誕生）置於Ante Christum（基督誕生前）和Post Christum（基督誕生後）之間。法國天文學家Philippe de la Hire在他的作品《Tabulæ Astronomicæ》裡進一步使用Christum 0 表示界於西元前與西元的這一年。
一般認定最早使用"0年"的人是法國天文學家卡西尼2世（Jacques Cassini），他在作品《Tables astronomiques》裡直接使用"0"表示西元前與西元的這年。
卡西尼對於使用"0"作為這一年給了以下理由：
0這年是假定耶穌基督誕生的一年，一些年表使用了耶穌基督誕生前1年來標記，而我們使用0來標記，因此，基督誕生前後的年份的總和增加了這個時間間隔，而當數字可以被4整除時不論西元前後都表示閏年。——雅克·卡西尼
Jean Meeus做了以下解釋：
天文學家與歷史學家對於如何計算(公元)1年的上一年有分歧。在《天文算法》裡，'B.C.'是使用天文學的方式計算。因此+1的前一年是0年，更之前是-1。歷史學家所謂的585 B.C.實際上是-584年。
計算時使用負號年份是最適用的辦法。比如在使用傳統方式計算時，儒略曆的閏年不再是能被4整除的年份；事實上，閏年的年份是西元前1、5、9、13...年。然而，當使用天文方式計算時，這些閏年是0、-4、-8、-12...年，被4整除的規則因此被保留。——Jean Meeus

## 不含0年的帶號年份
拜占庭歷史學者Venance Grumel曾在書裡的表格中使用負號與正號表示西元前與西元，不過他在書中的其他地方都使用了法語的"avant J.-C."（基督前）與"après J.-C."（基督後）來標記年份，故當時可能只是為了節省空間，並無"0年"的使用。1.0版本的XML Schema使用XML交換電腦之間的數據，其中內建的資料類型date和dateTime不含0年，但它們是根據ISO 8601來定義的，理應有0年。1.1版本的XML Schema調整架構納入了0年，儘管存在向後兼容的問題。